# Forbidden
A Forbidden (korábban Forbidden Evil) egy amerikai thrash metal együttes, amely 1985-ben alakult a kaliforniai Haywardban és a Bay Area-i thrash-hullám nyomán váltak ismertté. Mára klasszikussá érett 1988-as bemutatkozó albumuk emelte ki őket az átlagból, de népszerűségüket a következő években nem tudták tovább növelni, így megmaradtak kult-zenekarnak. 1997-ben feloszlottak, majd egy évtizeddel később újjáalakultak. Legutóbbi nagylemezüket 2010-ben adtak ki, majd 2013-ban végleg feloszlottak.
A Forbidden legismertebb tagja Paul Bostaph dobos, aki 1992-ig játszott az együttesben, majd csatlakozott a Slayerhez, illetve az alapító Robb Flynn, aki aztán a Machine Head élén ért el még nagyobb sikereket az 1990-es években.

## Történet

### Aktív évek
Az együttes Forbidden Evil néven alakult 1985-ben a Slayer, a Metallica és az Exodus hatására. Russ Anderson énekes és Craig Locicero gitáros mellett az alapító felállásnak tagja volt az a Robb Flynn is gitáron, aki később a Vio-lence, majd a Machine Head révén vált ismertté. A Forbidden Evil az 1980-as években népszerűvé vált Bay Area-i thrash metal mozgalom második hullámához tartozott a Testament és a Death Angel zenekarokkal egyetemben. Demóiknak és az intenzív koncertjeiknek köszönhetően a Combat Records ajánlott lemezszerződést a Forbidden Evilnek.
1987-ben Robb Flynn valamint a komplett ritmusszekció távozott. Ezután érkezett az együttesbe Glen Alvelais gitáros, Matt Camacho basszusgitáros és Paul Bostaph dobos. Az új tagok érkezésével egyidőben Forbiddenre rövidítették a nevüket. Az 1988-ban megjelent, Forbidden Evil című bemutatkozó albumuk pozitív fogadtatásban részesült a thrash metal rajongók és a szakma részéről is. Európában turnézhattak és felléptek a kor legnagyobb metalfesztiválján a hollandiai Dynamo Open Air fesztiválon. Az itt rögzített koncertfelvételekből állították össze a Raw Evil: Live at the Dynamo c. koncert EP-t.
1989-ben kivált Glen Alvelais (később a Testamentben bukkant fel), a helyére pedig Tim Calvert érkezett. A második Forbidden albumot már vele készítette el az együttes. Az 1990-es Twisted into Form megerősítette a csapat státuszát, turnéztak az Exodus és a Death Angel vendégeként is, valamint első ízben játszottak a londoni Hammersmith Odeonban, a várva-várt nagy áttörés azonban mégis elmaradt.
1992 májusában Paul Bostaph kivált a zenekarból, mert meghívást kapott a Slayertől Dave Lombardo megüresedett helyének betöltésére. Az új dobos Steve Jacobs lett. Ezzel egyidőben szakítottak a Combat kiadóval, amely búcsúzóul még megjelentette a Point of No Return c. válogatáslemezt. A harmadik Forbidden stúdióalbum megjelenéséig további két év telt el. Az alternatív metal korszak közepén született 1994-es Distortion c. albumot a német G.U.N. Records adta ki, és a korábbi anyagokhoz képest kevésbé volt thrash-es, amit jól példáz, hogy a lemezre felkerült a King Crimson 21st Century Schizoid Man dalának feldolgozása is.
A Forbidden hattyúdala az 1997-ben megjelent Green lett. A csapat nem sokkal ezután feloszlatta magát. Tim Calvert gitáros a Nevermore-ban, majd később a Cannibal Corpse-ban folytatta, a többi Forbidden zenész pedig Russ Anderson énekes nélkül hozta létre a Manmade God zenekart.

### Újjáalakulások
2001-ben a rákkal küzdő Chuck Billy (Testament) énekes megsegítésére szervezett Thrash of the Titans koncertre sok más kultikus Bay Area-i thrash metal együtteshez hasonlóan egy estére a Forbidden is összeállt, de a tagok nem gondolták, hogy folytatni kellene a Forbidden-sztorit.
2007-ben jött el végül a Forbidden igazi újjáalakulása. Paul Bostaph kivételével a klasszikusnak mondott 1987-1989-es felállás tagjai álltak össze Gene Hoglan (ex-Dark Angel, Death, Testament, Strapping Young Lad) dobos beszállásával, akit később Mark Hernandez (ex-Heathen, Vio-lence) váltott. Az együttes 2009 augusztusában jelentette be, hogy új dalokat kezdtek írni egy következő stúdióalbumra. Időközben Glen Alvelais gitáros ismét otthagyta a Forbiddent, helyére pedig az a Steve Smyth került, aki korábban a Vicious Rumors, a Nevermore és a Testament sorait erősítette.

## Tagok
Utolsó felállás
- Russ Anderson – ének (1985–1997, 2007–2013)
- Craig Locicero – gitár (1985–1997, 2007–2013)
- Steve Smyth – gitár (2009–2013)
- Matt Camacho – basszusgitár (1987–1997, 2007–2013)
- Sasha Horn – dobok (2011–2013)

Korábbi tagok
- Robb Flynn – gitár (Forbidden Evil, 1985–1987)
- John Tegio – basszusgitár (Forbidden Evil, 1985–1987)
- James Pittman – dobok (Forbidden Evil, 1985–1987)
- Glen Alvelais – gitár (1987–1989, 2007–2009)
- Tim Calvert – gitár (1989–1997)
- Paul Bostaph – dobok (1987–1992)
- Steve Jacobs – dobok (1992–1997)
- Gene Hoglan – dobok (2007–2008)
- Mark Hernandez – dobok (2008–2011)

## Diszkográfia
- Forbidden Evil (1988)
- Raw Evil: Live at the Dynamo (1989) – koncert EP
- Twisted into Form (1990)
- Point of No Return (1992) – válogatás
- Distortion (1994)
- Trapped (1995) – demó válogatás, 1991-1992
- Green (1997)
- Omega Wave (2010)